# Mutters Klavier
Mutters Klavier (auch Heim-TV) ist ein Sketch des deutschen Humoristen Loriot. Er zeigt die Ankunft eines geschenkten Klaviers bei einer Familie, die der Familienvater filmisch festhalten möchte. Der Sketch wurde erstmals im Juni 1978 in der fünften Folge der Fernsehserie Loriot gezeigt. Der Text erschien 1981 in gedruckter Fassung.

## Handlung
Zwei Möbelpacker liefern ein Klavier für die Familie Panislowski. Herr Panislowski erklärt ihnen, dass es ein Geschenk seiner Mutter Berta Panislowski aus Massachusetts sei und er die Ankunft für sie per Videokamera festhalten möchte. Bevor die Aufzeichnung beginnt, gibt er seiner Frau, seinen zwei Enkeln, der Schwiegertochter und seinem Sohn, der das Video dreht, Anweisungen, was sie zu sagen und zu tun haben. Seine Inszenierung sieht vor, dass alle in feiner Kleidung am Kaffeetisch sitzen, als überraschend das Klavier eintrifft.
Im Verlauf der Handlung treten jedoch diverse Pannen auf, sodass die Aufnahme mehrmals abgebrochen und wiederholt werden muss: Zunächst kommen die beiden Möbelpacker ohne das Klavier ins Wohnzimmer; beim zweiten Anlauf stoßen sie gegen die Anrichte; beim dritten Versuch stößt die öffnende Tür an Panislowskis Kopf. Als der Möbelpacker Schwierigkeiten mit der Aussprache von „Massachusetts“ hat, schlägt Herr Panislowski vor, dies wegzulassen und nur zu sagen, dass es „ein Geschenk von meiner Mutter“ sei. Daraufhin übernimmt der Möbelpacker den genauen Wortlaut und gibt an, dass es ein Geschenk seiner Mutter sei. Den Kindern und der Schwiegertochter wird inzwischen wegen der mehreren Kuchenstücken, die sie essen mussten, übel und Panislowskis Frau würde gerne das Abendessen zubereiten. Schließlich gibt sich Herr Panislowski mit einer Aufnahme zufrieden, obwohl der Möbelpacker „von Berta aus Panislowski“ gesagt hat. Er breitet die Arme aus und ruft „Mutter, wir danken dir!“, wobei klar wird, dass das hereingetragene Klavier die Sicht der Videokamera auf die sorgsam inszenierte Familienrunde versperrt hat.

## Produktion und Veröffentlichung
Der Sketch wurde im Frühjahr 1978 für die fünfte Folge der Sendereihe Loriot von Radio Bremen produziert. Loriot spielte Herr Panislowski, dessen Frau wurde von Ingeborg Heydorn dargestellt. Heinz Meier spielte den Klaviertransporteur Fink, Evelyn Hamann die Schwiegertochter und Rudolf Kowalski den Sohn. Kowalski – bis zur fünften Folge nicht Teil des Ensembles der Sendereihe – erhielt die Rolle, da er Loriot und seinen Assistenten Stefan Lukschy durch seinen Auftritt in Bertolt Brechts Kleinbürgerhochzeit am Theater Bremen überzeugt hatte.
Die fünfte Folge von Loriot wurde am 15. Juni 1978 im Deutschen Fernsehen ausgestrahlt. Die Folge kam bei den Programmdirektoren der ARD sehr gut an. Auch in der Zeit wurde sie von Walter Jens unter seinem Pseudonym Momos positiv rezensiert. Für Mutters Klavier fand er jedoch keine lobenden Worte. Der Sketch sei vorhersehbar und wenig witzig.
1997 ordnete Loriot sein Fernsehwerk neu und machte aus den sechs ursprünglichen 45-minütigen Loriot-Folgen – ergänzt um weiteres Material – vierzehn 25-minütige Folgen. In dieser Neuschnittfassung ist Mutters Klavier Teil der siebenten Folge Fernsehwahn und Wirklichkeit, die erstmals am 3. Juni 1997 im Ersten ausgestrahlt wurde. Außerdem wurde der Sketch 1982 in der Sendung Loriots 60. Geburtstag gezeigt.
Der Text des Sketches erschien 1981 im Kapitel Heim und Familie des Buchs Loriots Dramatische Werke und wurde seitdem in mehrere weitere Sammelbände Loriots aufgenommen.

## Analyse und Einordnung
Mutters Klavier weist einige Gemeinsamkeiten mit dem Sketch Der Lottogewinner aus der ersten Folge der Sendereihe Loriot auf, bei dem ein Rentner, der im Lotto gewonnen hat, von einem Fernsehteam interviewt wird. In beiden Sketchen soll ein Vorgang mit einer Kamera festgehalten werden. Die Aufnahme wird dabei wegen Fehlern mehrfach wiederholt, wobei das Ergebnis mit jeder Aufnahme schlechter wird. Daneben spielen in beiden Sketchen im Weg stehende Möbel eine Rolle. Behindert bei Mutters Klavier eine Anrichte die Klaviertransporteure, ist es beim Lottogewinner ein Beistelltisch, der einem Scheinwerfer im Weg steht. Das Motiv von störendem Mobiliar wird in weiteren Sketchen von Loriot aufgegriffen, etwa bei Liebe im Büro und in der Zimmerverwüstung.
Viele von Loriots Figuren zeigen Verhalten, die dem Stereotyp des Kleinbürgers entsprechen. Als typisch für den Kleinbürger gilt sein – oftmals übertriebener – Hang zur Ordnung. Ihn greift Loriot in vielen seiner Sketche auf, etwa in der Zimmerverwüstung, bei der ein Vertreter ein schiefes Bild zurechtrückt, oder im Sketch Weihnacht, bei dem der Ablauf des Heiligabends vom Ehepaar Hoppenstedt ganz genau geplant wird. In Mutters Klavier hat Panislowski klare Vorstellungen davon, wie die Ankunft des Klaviers ablaufen soll, und gibt dazu seiner Familie und den Transporteuren präzise Anweisungen. Seine Ordnungsliebe wird am Ende des Sketches konterkariert. Zwar folgt der Ablauf formal fast völlig seinen Vorgaben, der gelangweilte bzw. gequälte Ausdruck seiner Familie erweckt aber nicht den Eindruck einer „freudigen Überraschung“ über das Klavier. Ebenfalls typisch für den Kleinbürger gilt die Betonung der familiären Idylle. Dies tut Panislowski, wenn er von seiner „harmonischen kleinen Familie in Deutschland“ spricht. Oft zeichnet Loriots Kleinbürger ein vordergründiges Interesse an Bildung und Kultur aus, das sich meist als aufgesetzt herausstellt. Dies zeigt laut dem Ethnologen Jens Wietschorke auch die Familie in Mutters Klavier, die das Klavier nur als Geschenk und Möbelstück aber nicht als Musikinstrument thematisierten.
In Loriots Werken lässt sich häufiger eine kulturpessimistische Einstellung gegenüber dem Fernsehen erkennen. Beispiele sind die Sketche Fernsehabend und Das Medium der Verinnerlichung, die vom Fernsehen abhängige Ehepaare zeigen. Der Literaturwissenschaftler Wieland Schwanebeck sieht auch bei Mutters Klavier dieses Thema anklingen, zeige der Sketch doch, „wie die Fernsehinszenierung in den privaten Bereich eindringt und wie sich die Familie der Kamera unterwirft“. Loriot nehme damit auch das Jahrzehnte später in Deutschland populär gewordene Reality-TV vorweg, wie Medienwissenschaftler Eckhard Pabst festgestellt habe, denn die aufgenommene Familienszene sei schließlich komplett gestellt. Daneben kann laut Schwanebeck Panislowskis Verhalten als Selbstporträt von Loriot interpretiert werden. Er war als penibler Regisseur bekannt, der seinen Schauspielern oft genaue Vorgaben machte und Szenen mehrfach wiederholen ließ.

## Nachwirkung
Der Ausruf „Ein Klavier, ein Klavier!“, den die Schwiegertochter in gespielt freudiger Überraschung wiederholt äußern muss, wurde zu einem geflügelten Wort und ist in den allgemeinen Sprachgebrauch übergegangen. Er findet sich auch außerhalb der eigentlichen Rezeption Loriots wieder.

## Ausgaben (Auswahl)
Bildtonträger
- Loriots Vibliothek. Band 5: Der sprechende Hund oder Von Mensch zu Mensch. Warner Home Video, Hamburg 1984, VHS Nr. 5.
- Loriot – Sein großes Sketch-Archiv. Warner Home Video, Hamburg 2001, DVD Nr. 2 (als Teil von Loriot 7).
- Loriot – Die vollständige Fernseh-Edition. Warner Home Video, Hamburg 2007, DVD Nr. 4 (als Teil von Loriot V).

Tonträger
- Loriot – Dramatische Werke. Diogenes, Zürich, 2016, CD (gelesen von Stermann & Grissemann).

Bücher
- Loriots dramatische Werke. Diogenes, Zürich 1981, ISBN 3-257-01004-4, S. 63–68.
- Das Frühstücksei. Diogenes, Zürich 2003, ISBN 3-257-02081-3, S. 57–62.
- Gesammelte Prosa. Diogenes, Zürich 2006, ISBN 978-3-257-06481-0, S. 95–102.